# Síndrome pós-colecistectomia

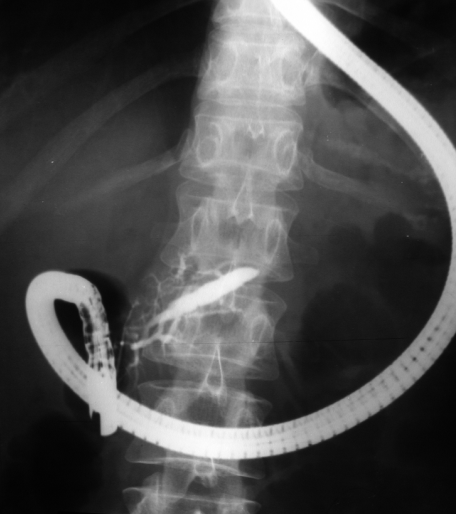
Foto de procedimento

Síndrome Pós-Colecistectomia (PCS) é a presença de sintomas abdominais após a remoção cirúrgica da vesícula biliar (colecistectomia).
Os sintomas mais comuns da síndrome Pós-Colecistectomia são:
- Dores de epigástricas, náuseas e vômitos.
- Gases, flatulência e diarreia.
- Dor persistente no abdome superior direito[1].

Os sintomas ocorrem em cerca de 5 a 40 por cento dos pacientes que se submetem a colecistectomia
A dor associada com a síndrome pós-colecistectomia geralmente ocorre por espasmo do esfíncter de Oddi, presença de cálculos na via biliar principal, aderências pós-cirúrgicas, presença de um coto do canal cístico ou mesmo da vesícula biliar, pelo facto de, na ausência de vesícula se perder a função reservatório da bílis e esta drenar continuamente para o intestino..
A incidência varia consoante a experiência da equipa cirúrgica indo de de 5 a 10% e mesmo 40% dos casos operados.